# High1
High1 était un club professionnel de hockey sur glace basé à Chuncheon, Corée du Sud, affilié à l’Asia League Ice Hockey. Avant la saison 2007-08, l'équipe portait le nom de Kangwon Land, étant la propriété de la Kangwon Land Corporation.

## Historique
Kangwan Land rejoignit l'Asia League en 2005-2006, devenant la seconde équipe coréenne après Anyang Halla. L'équipe se qualifia pour les séries éliminatoires les deux saisons suivant sa fondation, perdant en demi-finale contre Kokudo en 2005-2006, et en quart de finale contre Anyang Halla en 2006-07.

## Joueurs étrangers
- Dan Donnette, 2005-2006
- Steve Howard 2005-2006
- Josh Liebenow 2005-2006
- Michael Tobin 2005-2006
- Steve McKenna 2006-2007 (Equipes LNH : Kings/Wild/Penguins/Rangers)
- Pontus Moren 2006-2007
- Bud Smith 2006-2007
- Tim Smith 2006-2007
- Alex Kim depuis 2007
- Chris Allen depuis 2008 (Equipes LNH : Panthers)
- Brent Gauvreau depuis 2008
- Magnus Österby depuis 2008